# Korontière
Korontière è un arrondissement del Benin situato nella città di Boukoumbé (dipartimento di Atakora) con 7 883 abitanti (dato 2006).